# Teacher in Space Project

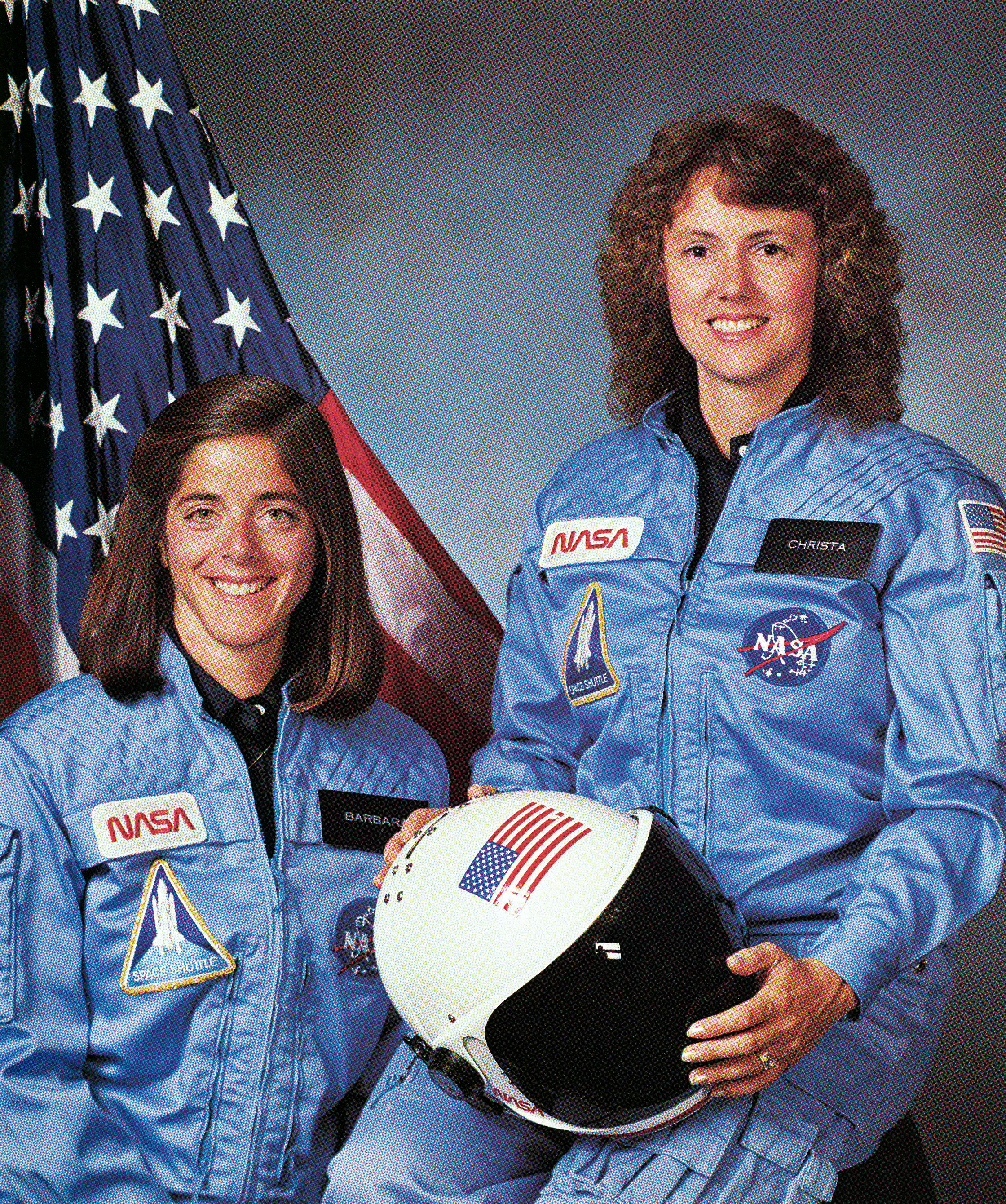
Christa McAuliffe (droite) et Barbara Morgan (gauche), la première membre d'équipage du Teacher in space avec sa doublure pour la mission STS-51-L.

Le projet Teacher in Space, en anglais : Teacher in Space Project (TISP), en français : « Enseignant dans l'espace », est un ancien programme spatial de la National Aeronautics and Space Administration (NASA). Il a été lancé le 27 août 1984 par le Président des États-Unis Ronald Reagan. L'objectif était d'encourager les élèves, d'honorer les enseignants et de stimuler l'intérêt pour les mathématiques, les sciences et la conquête de l'espace. En 1985, plus de 11 000 enseignants s'inscrivirent au programme et la NASA sélectionna Christa McAuliffe pour être la première enseignante dans l'espace avec Barbara Morgan comme sa doublure de remplacement. McAuliffe est morte dans l'accident de la navette spatiale Challenger (STS-51-L) le 28 janvier 1986.

## Teacher in Space Project
Après l'accident de Challenger, Reagan promit à la télévision que la participation des enseignants dans le programme spatial se poursuivrait : « Il y aura plus de vols de la navette, plus d'équipages de la navette et, oui, plus de bénévoles, plus de civils, plus d'enseignants dans l'espace. Rien ne se termine ici, nos espoirs et nos voyages continuent ». Cependant, cela ne sera pas le cas. La NASA élimina le projet « Teacher in Space » et d'autres projets pour envoyer des non-professionnels dans l'espace.

## Educator Astronaut Project: la renaissance?

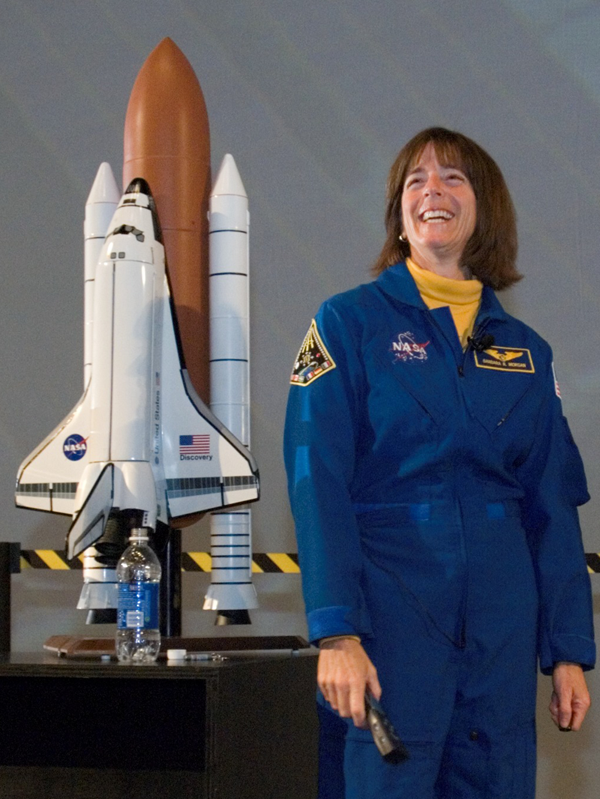
Barbara Morgan spécialiste de mission de la NASA (STS-118).

Dans les années 1990, le projet des enseignants dans l'espace a été remplacé par le Educator Astronaut Project (en). Au lieu de former les enseignants cinq mois pour participer à un voyage dans l'espace, puis revenir en salle de classe, le programme « Educator Astronaut » sélectionna des enseignants qui renoncèrent à leur carrière pour devenir à plein temps des employés de la NASA.
Barbara Morgan a été choisie en tant que spécialiste de mission par la NASA en janvier 1998, environ 12 ans après la mort de McAuliffe. Elle a été affectée à l'équipage de la mission STS-118, qui a été lancée le 8 août 2007. Bien qu'il ait été une fois signalé que Morgan allait enseigner quelques-uns des mêmes enseignements que McAuliffe avait prévu d'enseigner plus de 20 ans auparavant, l'Associated Press rapporte que « Morgan n'a pas l'intention de donner une leçon de l'espace ». Le commandant de la navette Scott Kelly a dit à un journaliste : « Je n'ai pas un enseignant comme membre d'équipage, j'ai un membre d'équipage comme enseignant ».

## Vers le secteur privé
Aujourd'hui, le projet d'envoyer des enseignants dans l'espace est relancé dans le secteur privé. Le développement des composants réutilisables et des lanceurs suborbitaux par des sociétés commerciales privées a permis à des groupes à visée commerciale à envisager l'envoi d'un nombre important d'enseignants dans l'espace. En 2005, la candidate enseignante dans l'espace Pam Leestma, une enseignante et cousine de l'astronaute David Leestma, a effectué une formation de vol à bord d'un Mikoyan-Gourevitch MiG-21 exploité par X-Rocket, LLC. En 2006, la Space Frontier Foundation a annoncé un nouveau projet intitulé « Teachers in Space », en français : « Enseignants dans l'espace ». Le pluriel indique une augmentation du nombre des enseignants qui pourraient être impliqués. La Fondation estime que des centaines d'enseignants pourraient voler dans l'espace chaque année, puis retourner dans leurs salles de classe pour inspirer la prochaine génération.
Armadillo Aerospace, Masten Space Systems, PlanetSpace (en), Rocketplane Limited, Inc (en), et XCOR Aerospace ont fait don de vols à destination des enseignants dans le nouveau projet spatial. Les conseillers du « nouveau » projet « Teachers in Space » comprennent Burt Rutan, le lauréat de SpaceShip One builder et d'Ansari X-Prize, Peter Diamandis le fondateur des X-Prizes, l'astronaute Buzz Aldrin et l'astronaute privé et sponsor du X-Prize Anousheh Ansari.